# Старомарьевка (Донецкая область)
Старомарьевка (укр. Старомар'ївка) — село, входит в состав Гранитненского сельского совета Волновахского района Донецкой области. 27 октября 2021 года глава самопровозглашённой Донецкой Народной Республики Денис Пушилин заявил, что Вооружённые силы Украины установили контроль над Старомарьевкой, которую украинские власти фактически не контролировали с 2014 года. 28 февраля 2022 года село вновь перешло под контроль ДНР.

## География
Село расположено на левом берегу реки Кальмиуса. К западу от населённого пункта, по руслу Кальмиуса проходит линия разграничения сил в Донбассе (см. Второе минское соглашение).
К северо-западу от Старомарьевки находится подконтрольное ВСУ село Гранитное (на правом берегу Кальмиуса). На юге от Старомарьевки расположена Николаевка (ниже по течению Кальмиуса), на юго-востоке — Григоровка, Шевченко, Петровское, на востоке — Новая Марьевка, Тельманово, а на северо-востоке — Красный Октябрь (выше по течению Кальмиуса), Первомайское.

## История
Населённый пункт основан 12 февраля 1808 года казачьим хорунжим Степаном Косоротовым, получившим на этом месте участок земли, после чего он именовался как хутор Косоротова. В середине XIX века тут поселились немецкие колонисты (лютеране) из Мариупольского колонистского округа, основавшие в 1873 году тут село Мариенталь. При этом среди жителей использовалось также название Косоротово. В результате переселения части колонистов в новое село, названное Новым Мариенталем, населённый пункт получил название Старый Мариенталь. В селе имелись две ветряные мельницы и кирпичное здание министерского училища. До 1917 года село входило в Александровскую волость Таганрогского округа Области Войска Донского. В советское время входило в Старо-Каранский район Сталинской области. В 1945 году Указом Президиума ВС УССР село Старый Мариенталь переименовано в Старомарьевку.

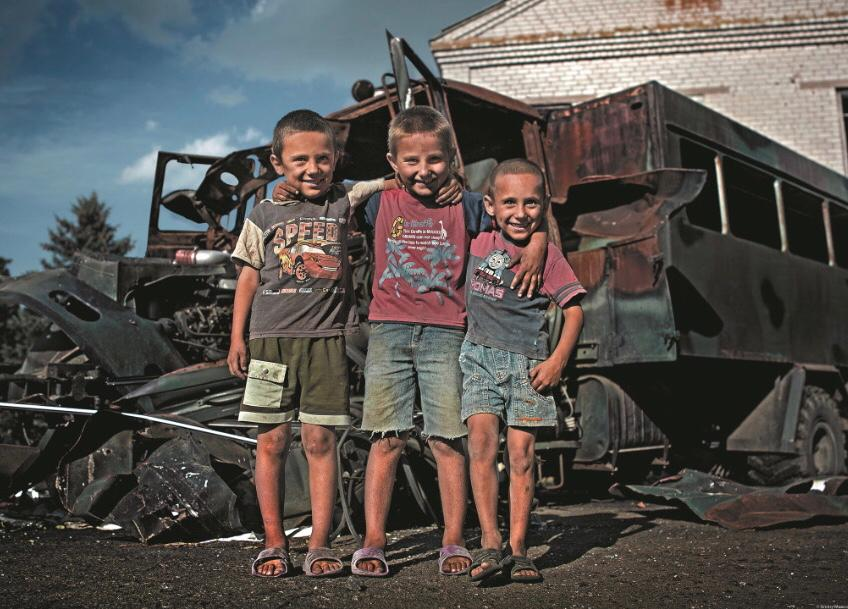
Дети Старомарьевки, 2019

До 11 декабря 2014 года входило в Тельмановский район. В 2014 году село переподчинено распоряжением украинских властей Волновахскому району. Фактически с августа 2014 упоминается в СМИ как населённый пункт, подконтрольный самопровозглашённой Донецкой Народной Республике. В ходе процесса объединения (укрупнения) районов Украины в рамках административно-территориальной реформы 2020 года Старомарьевка была отнесена к Мирненской поселковой общине. К 2020 году в селе проживало около 150 человек, включая семерых детей, посещавших школу на подконтрольной ВСУ территории. В селе отсутствует централизованное водоснабжение, магазин, аптека и больница. 26 октября 2021 года появилась информация о взятии села силами ВСУ. Потерю контроля над селом подтвердил и глава Донецкой народной республики Денис Пушилин. Тем не менее, взятие села украинскими вооружёнными силами было опровергнуто пресс-службой Операции Объединённых сил. По словам Пушилина к этому времени в селе проживало 37 жителей, получивших российские паспорта.

## Население
- 1873 год — 271 человек[6]
- 1915 год — 560 человек[6]
- 1989 год — 352 человека[16]
- 2001 год — 302 человека (61,97 % жителей указали родным языком русский, 37,38 % — украинский, 0,66 % — греческий)[17][18]
- 2020 год — 146 человек[19]
- 2021 год — 180 человек (в том числе 37 граждан РФ)[15][20]